# Vazhakkala
Vazhakkala è una suddivisione dell'India, classificata come census town, di 42.272 abitanti, situata nel distretto di Ernakulam, nello stato federato del Kerala. In base al numero di abitanti la città rientra nella classe III (da 20.000 a 49.999 persone).

## Geografia fisica
La città è situata a 10° 01' 05 N e 76° 19' 50 E.

## Società

### Evoluzione demografica
Al censimento del 2001 la popolazione di Vazhakkala assommava a 42.272 persone, delle quali 20.896 maschi e 21.376 femmine. I bambini di età inferiore o uguale ai sei anni assommavano a 4.549, dei quali 2.299 maschi e 2.250 femmine. Infine, coloro che erano in grado di saper almeno leggere e scrivere erano 35.476, dei quali 17.969 maschi e 17.507 femmine.